# Антонюки
Антонюки́ (укр. Антонюки) — село, относится к Николаевскому району Одесской области Украины.
Население по переписи 2001 года составляло 691 человек. Почтовый индекс — 67040. Телефонный код — 8-04857. Занимает площадь 1,49 км². Код КОАТУУ — 5123581401.

## Местный сельский совет
67040, Одесская обл., Николаевский р-н, с. Антонюки, ул. Центральная, 25